# Shotgun Wedding
Una boda explosiva (título en inglés: Shotgun Wedding) es una película estadounidense de comedia romántica y acción dirigida por Jason Moore y protagonizada por Jennifer Lopez y Josh Duhamel. Es una película original de Amazon Prime Video.

## Sinopsis
Darcy (Jennifer Lopez), Tom (Josh Duhamel), familia y amigos se han desplazado hasta un paradisiaco resort en Filipinas para celebrar la boda de la pareja. Todos se preparan para lo que será la boda del siglo justo cuando la pareja empieza a tener miedo al compromiso. Y para mayor disparate, la vida de todos los asistentes estará en peligro cuando en medio de la celebración unos piratas los toman como rehenes.

## Reparto
- Jennifer Lopez como Darcy Rivera
- Josh Duhamel como Tom Fowler
- Jennifer Coolidge como Carol Fowler
- Sonia Braga como Renata Ortiz
- Cheech Marin como Robert Rivera
- Steve Coulter como Larry Fowler
- Lenny Kravitz como Sean Hawkins
- D'Arcy Carden como Harriet
- Callie Hernandez como Jamie Rivera
- Desmin Borges como Ricky Silver
- Selena Tan como Margy
- Alberto Isaac como Ace
- Melissa Hunter como Jeannie
- Pancho Cardena como Pirata Líder
- Alex Mallari como Dog-Face
- Tharoth Sam como Rat-Face
- Worapojd Thautanon como Clown-Face
- Zachary Wood como Shark-Face
- Vladimir Acevedo como Tiger-Face
- Powpong Kopholrat como Ghost-Face
- Héctor Aníbal como Bone-Face
- Asia Munma como Lizard-Face
- Ray Raymundo como Joel
- Iana Ramírez como Gloria